# Keel
Keel es una banda estadounidense de heavy metal fundada en 1984 en Los Ángeles, California. 

## Carrera
Son populares gracias a su reconocida canción "The Right to Rock." La banda estuvo activa hasta 1989, con una breve reunión en 1998. Keel se reunió nuevamente en 2008 y se encuentra de gira celebrando su aniversario número 25.
En 1986 obtuvo su máximo reconocimiento al ganar el premio Best Band of the Year de la revista Metal Edge, por encima de bandas legendarias como Iron Maiden o Judas Priest. 

## Miembros

### Actuales
- Ron Keel - voz, guitarra
- Marc Ferrari - guitarra
- Brian Jay - guitarra
- Geno Arce - bajo
- Dwain Miller - percusión

### Anteriores
- David Michael Phillips - guitarra
- Bobby Marks - percusión
- Steve Riley - percusión
- Scott Warren - teclados
- Tony Palamucci - guitarra
- Kenny Chaisson - bajo

## Discografía
| Año  | Álbum                   | EE. UU. | certificación | Sello             |
| ---- | ----------------------- | ------- | ------------- | ----------------- |
| 1984 | Lay Down the Law        | -       | -             | Shrapnel          |
| 1985 | The Right to Rock       | 99      | -             | Vertigo           |
| 1986 | The Final Frontier      | 53      | -             | Vertigo           |
| 1987 | Keel                    | 79      | -             | MCA               |
| 1989 | Larger Than Live        | -       | -             | Gold Castle       |
| 1998 | Keel VI: Back in Action | -       | -             | DeRock            |
| 2010 | Streets of Rock & Roll  | -       | -             | Frontiers Records |